# Station Stupsk Mazowiecki
Station Stupsk Mazowiecki is een spoorwegstation in de Poolse plaats Stupsk.